# Конча (озеро)
Конча — озеро, що розташоване на території Голосіївського району Київської міськради та Обухівського району Київської області.
Площа — км 2 (га). Тип загальної мінералізації — прісне. Походження — річкове. Група гідрологічного режиму — безстічний.

## Географія
Довжина — близько 11 км.
Ширина найбільша — 0,14 км, середня — 0,03-0,1 км.
Озеро не використовується у господарській діяльності.
Озеро утворилося відмежуванням рукава, що сформувався внаслідок руслових процесів Дніпра: руслова багаторукавність .
На карті M-36-62-Aa (Ходосівка, 1934) озеро позначено річкою Конча. Річка Конча тягнеться від річки Коник (позначена на карті Конник) і впадає у річку Козинка. У верхній і нижній течії пересихаючи, де русло представлено тимчасовими водотоками (біля витоків їх кілька).
Впадала в Козинку на схід від сучасного санаторію Жовтень та вулиці Старокиївська.
У центральній частині правий берег стрімчастий з лісовими насадженнями (дуброви), в основному береги пологі заболочені з лугової та чагарниковою рослинністю, дубравами. Водне дзеркало частково зайняте очеретяною рослинністю. Правий берег зайнятий санаторіями, будинками відпочинку та приватними дачами, лівий на території Києва — заказником Лівий берег озера Конча, площею 80 га, створений 14 жовтня 1997 року. На правому березі на території санаторію Конча-Заспа (Столичне шосе, 215) розташований пам'ятник природи Два дуби в санаторії «Конча-Заспа» ; дерева віком понад 300 і 500 років, обхват 4,1 і 5 м, висота 20 м. Озеро було у складі заповідника Конча-Заспа, що існував у період 1920-1930-х років.
Перший відомий опис з XVI століття, озеро, ще під назвою Глушець, згадується як багате на рибу. Цінним був прилеглий до річки Конча сінокіс. Землі стали власністю царської родини, згодом — радянської номенклатури, зараз тут розташовані будинки відпочинку (Конча-Заспа Державного управління справами, заміська резиденція Президента України), особняки.